# Франсоа Тристан Лермит
Франсоа Тристан Лермит (фр. Françeois Tristan l'Hermite; 1601 - 1655) је био француски барокни књижевник и члан Француске академије.
Право име му је било Франсоа Лермит, а писао је под именом Тристан Лермит. Тристан Лермит је био значајна политичка и војна личност из 15. века, око чије се улоге у владавини Луја XIII исплело много легенди.
Рођен је у замку Солијерс у централној Француској. Лермит је у тринаестој години убио свог супарника у двобоју, па је морао да побегне у Енглеску. Касније је био у служби војводе Гастона Орлеанског, брата Луја XIII. С њим је боравио у Лорени и у Бриселу. У Француску се вратио 1634. године. Незадовољан обављењем само дужности нижег реда, прелази у службу код војводе од Гиза. Ни ту не успева да поправи свој материјални положај. Умро је у великој беди.
Писао је песме, углавном љубавне, драме и романе. Као добар познавалац италијанског језика и љубитељ италијанске поезије, потпао је под снажан песнички утицај Маринија и маринизма.
Његово прво и најлепше драмско дело јесте трагедија Маријана из 1636. Затим је објавио трагедије Пентеј (1637), Сенекина смрт (1644), Готован (1654) и друге.
Написао је и роман Несрећни паж, у пикардско-авантуристичком духу, у коме се мешају личне песникове успомене са измишљеним догађајима и личностима.